# ریجنز فایننشل
ریجنز فایننشل (انگلیسی: Regions Financial) شرکت هلدینگ خدمات مالی و بانکداری آمریکایی است که دفتر مرکزی آن در مرکز نواحی برمینگم، آلاباما قرار دارد. این شرکت در سال ۱۹۷۱ تأسیس شد. خدمات بانکداری، خدمات پس انداز و ارائه انواع وام، بانکداری تجاری، کارگزاری سهام و خدمات مالی پوشش مسکن از جمله خدمات آن است. این بانک دارای ۱۴۵۴ دستگاه خودپرداز در کل است.
همچنین ۱۹۵۲ شعبه در سرتاسر کشور دارد.